# Ga Tân Cảng
Ga Tân Cảng là một trong những nhà ga tàu điện của Tuyến số 1 và Tuyến số 5, nằm tại phường 25, quận Bình Thạnh, Thành phố Hồ Chí Minh.

## Lịch sử
Dự kiến khai trương vào năm 2024.

## Bố trí ga
| L2 Tầng ke ga                        | Ke ga 1                                                               | ← L1 Tuyến 1 đi Công viên Văn Thánh (Hướng đi Bến Thành) (Không sử dụng)            |
| Ke ga đảo, cửa sẽ mở ở bên trái/phải |                                                                       |                                                                                     |
| Ke ga 2                              | ← L1 Tuyến 1 đi Công viên Văn Thánh (Hướng đi Bến Thành)              |                                                                                     |
| Ke ga 3                              | L1 Tuyến 1 đi Thảo Điền (Hướng đi Bến xe Suối Tiên) →                 |                                                                                     |
| Ke ga đảo, cửa sẽ mở ở bên trái/phải |                                                                       |                                                                                     |
| Ke ga 4                              | L1 Tuyến 1 đi Thảo Điền (Hướng đi Bến xe Suối Tiên) (Không sử dụng) → |                                                                                     |
| L1 Tầng trung chuyển                 | Tầng 1                                                                | Khu bán vé, khu thương mại, khu bộ phận kỹ thuật, khu cổng ra vào và cổng kiểm soát |
| G                                    | Mặt đất                                                               | Cổng ra vào, bãi đậu xe và khu bộ phận kỹ thuật                                     |

## Kết nối

### Xe buýt
Ga Tân Cảng kết nối với các tuyến xe buýt  30 và 56 tại trạm Công viên dạ cầu Sài Gòn trên đường Điện Biên Phủ; các tuyến xe buýt  6, 10, 43, 52, 55, 67, 104, 150, 60-3 và 60-7 tại trạm Cầu Sài Gòn trên đường Điện Biên Phủ.

## Vùng xung quanh
- Landmark 81
- Cầu Sài Gòn